# Trøllhøvdi
Trøllhøvdi (Troldhoved) er med sine 19 ha Færøernes tredjestørste holm. Trøllhøvdi ligger cirka 100 m nord for Sandoy. Sundet mellem holmen og Sandoy hedder Høvdasund. Højeste punkt er 160 meter.[kilde mangler] Længden er cirka 850 meter, og på det bredeste omkring 320 meter.
Trøllhøvdi er en del af Kirkjubøur Sogn og ejes af familien Patursson, hvis 17. generation bor på kongsgården Kirkjubøargarður i Kirkjubøur.[kilde mangler] Holmen kom under Kirkjubøargarður en gang i middelalderen.[kilde mangler] Holmen benyttes i nutiden til græsning af får.[kilde mangler]
Der er et fuglefjeld, og af ynglefugle kan nævnes lomvie, alk, ride, lunde, almindelig skråpe, mallemuk, lille stormsvale, svartbag og sildemåge.[kilde mangler]

## Sagn
Et sagn fortæller at en trold engang ville lægge Nólsoy og Sandoy sammen ved at stramme et reb gennem klippehulen i Nólsoy og en tilsvarende klippehule på Sandoy. Trolden spændte så hårdt at dens hoved røg af og blev til Trøllhøvdi på nordspidsen af Sandoy.

## Galleri
- Trøllhøvdi
- Sandoy og Trøllhøvdi i sne
- Sandoy, Trøllhøvdi, Hestur, Koltur og Streymoy
- Sandoy og Trøllhøvdi